# 原俊之
原 俊之（はら としゆき、3月21日 - ）は、日本の男性声優。東京都出身。以前は賢プロダクションに所属していた。

## 人物
- スクールデュオ15期アッパークラス出身[2]。
- 特技にはラテアートを挙げている[1]。

## 出演

### テレビアニメ
2014年
- パックワールド（2014年 - 2015年、ゴースト、ゴーストパイレーツ、ゴーストB、神官C、父親）
- 幕末Rock

2015年
- ハイキュー!! セカンドシーズン（尾長渉）

2016年
- 僕のヒーローアカデミア（市民）
- orange（サッカー部員）

2017年
- ゼロから始める魔法の書（露店商）
- 銀魂.（町人、ファンC）
- パズドラクロス（ドミニオン龍喚士）

2018年
- カードキャプターさくら クリアカード編（警備員）
- 新幹線変形ロボ シンカリオン（一般客）
- 銀河英雄伝説 Die Neue These（騎士団）

2019年
- どろろ（手下F）
- 名探偵コナン（スタッフ）

2020年
- ちはやふる3（客）

### ゲーム
- キャラバンストーリーズ（2019年、モルジーナ村長[4]）
- OCTOPATH TRAVELER 大陸の覇者（2020年）[5]

### ドラマCD
- コープスパーティー2 DEAD PATIENT VOL.2（捕獲隊員A）

### BLCD
- あいとまこと（ナンパ男）

### 吹き替え

#### 映画
- Chatroom/チャットルーム（男1、警官1）

#### テレビドラマ
- サンダーランドこそ我が人生
- ジ・アメリカンズ
- フリンチ: 怯んだら負け!
- BULL / ブル 法廷を操る男
- HOMELAND（コーズニック）

### デジタルコミック
- ボーイフレンド（山崎先輩[6]）